# Черников, Александр Александрович
Александр Александрович Черников (13 декабря 1970) — советский и российский футболист, нападающий.

## Карьера
За свою карьеру выступал в советских и российских командах СК ЭШВСМ Москва, «Локомотив» Москва, «Спартак» Москва, «Асмарал» Москва, «Карелия» Петрозаводск, «Асмарал» Кисловодск, «Торпедо» Миасс и «Нефтехимик» Нижнекамск.
За «Спартак» провёл один матч 29 апреля 1989 года, заменив на 64 минуте Фёдора Черенкова в гостевой игре Кубка федерации футбола СССР с московским «Локомотивом» (2:1).